# Nasser Assar
Pour les articles homonymes, voir Assar.
 (juin 2017).

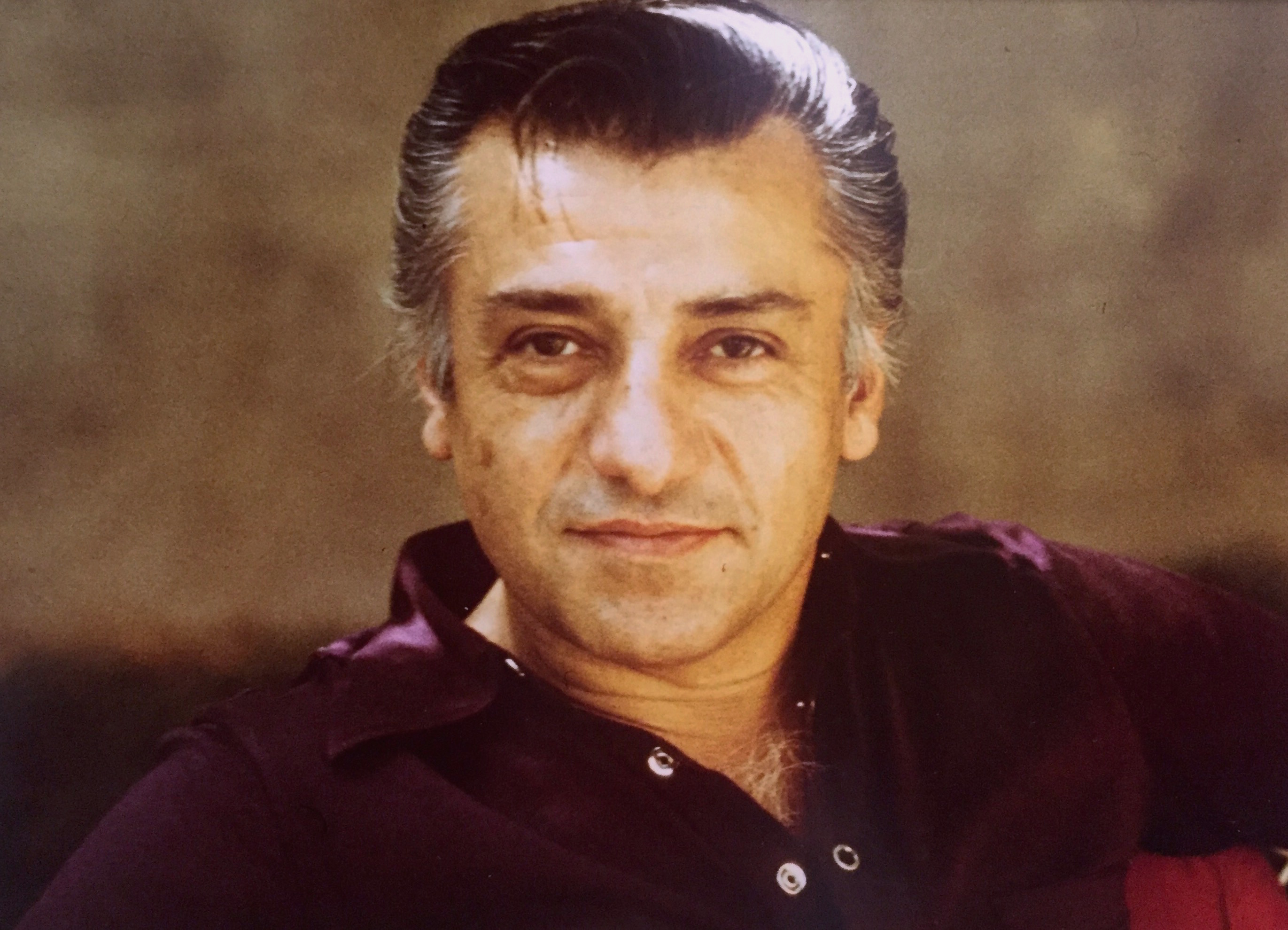
Nasser Assar en 1976

Nasser Assar, né en 1928 à Téhéran et mort le 26 juillet 2011 à Paris, était un peintre français d'origine iranienne.

## Biographie
Nasser Assar naît le 26 septembre 1928 à Téhéran. Son père y occupe la chaire de « philosophie orientale » à l’université laïque. Dans ce contexte familial lettré, le jeune Nasser est bercé par la poésie – empreinte de philosophie – de Rûmî, de Hafez, de Sa’adi, etc. Tout au long de sa vie, il y restera attaché, ainsi qu’à la philosophie de Shoravardi, de Rûzbehân, etc. 
À la fin des années 1940, le jeune homme se rapproche des Jeunesses communistes. De 1950 à 1953, il étudie à la Faculté des beaux-arts de l’université de Téhéran.
En 1953, il voyage à Hambourg, en Allemagne. De là, il se rend à Paris et décide d’y rester, alors qu’il ne parle que le persan et l’anglais, et n’a pas d’emploi. Il ne retournera en Iran, pour y rendre visite à son père, que neuf ans plus tard en 1962 puis, pour de brefs séjours, en été, entre 1970 et 1977.
Novembre 1955 voit sa première exposition personnelle à la galerie Prismes, préfacée par Julien Alvard, critique fédérateur d’une tendance picturale baptisée « nuagisme » ; sous des mots d’ordre comme : « D’une nature sans limites à une peinture sans bornes », ou : « Insurrection contre la forme », ce dernier privilégie une peinture informelle fondée sur la transparence et l’immatérialité, en réaction contre les factures épaisses et contre la subjectivité surréaliste. Le groupe ne sera jamais vraiment cohérent et Nasser Assar ne s’y reconnaîtra pas. Toutefois, Alvard continuera de préfacer une série d’expositions de Nasser Assar dans les années 1950 et 1960 ; le lien professionnel ne sera véritablement rompu qu’en 1966.
À la fin des années 1950, a lieu une exposition de peintures chinoises au musée Cernuschi – sans doute Orient – Occident. Rencontres et influences durant cinquante siècles d’art, de novembre 1958 à février 1959 – produit en Nasser Assar un choc décisif en lui révélant la vie réelle de l’espace et en contribuant à le réveiller d’un « sommeil abstrait ». À partir de ce moment, il distingue la non-figuration de l’abstraction, considérant sa peinture comme une peinture de signes non figuratifs. Il lit aussi, du spécialiste et traducteur de la philosophie taoïste Liou Kia-hway, L’Esprit synthétique de la Chine. Étude de la mentalité chinoise selon les textes des philosophes de l’Antiquité (Paris, PUF, 1961).
En février 1960, Nasser Assar participe à l’exposition de groupe Antagonismes, au musée des Arts décoratifs (pavillon de Marsan), organisée sous l’égide du Comité des arts du Congrès pour la liberté de la culture par Julien Alvard et préfacée par le critique, poète et penseur politique anglais Herbert Read, proche de l’existentialisme français et du surréalisme.
En 1961, a lieu sa première exposition personnelle à Londres, à la Lincoln Gallery, préfacée par Sir Herbert Read. Nasser Assar y séjourne deux mois et rencontre, à cette occasion, le peintre Francis Bacon, avec lequel il va demeurer en contact amical.
À la fin de 1961, il découvre Hier régnant désert d’Yves Bonnefoy, recueil de poèmes de 1958. En 1962, il rencontre le poète qui lui rend visite dans son petit atelier de la rue Pierre-Nicole ; s’ensuit une amitié qui dure encore et qui compte parmi les événements les plus décisifs de la vie de l’artiste.
En 1962, a lieu sa première exposition personnelle en Belgique, à la galerie Smith de Bruxelles, préfacée par Julien Alvard. En février 1964, a lieu une seconde exposition dans la même galerie, préfacée par l’éditeur et critique Gérald Gassiot-Talabot ; ce dernier, ami de Nasser Assar dès 1954, avait dirigé la revue Symphonie dans les années 1950 ; il allait cofonder en 1967 la revue Opus international et inventer la notion de Figuration narrative.
Pendant l’été 1963, le philosophe Jean Grenier, alors professeur d’esthétique à la Sorbonne, publie un article sur Nasser Assar dans la revue Cimaise. Une relation d’amitié « filiale » se noue à cette occasion, jusqu’à la mort de l’écrivain en 1971.
En 1964, a lieu un tournant majeur dans la peinture de Nasser Assar : les signes calligraphiques évoluent naturellement vers des motifs identifiables (des branches, des fleurs, des oiseaux). Une remarque d’Yves Bonnefoy sur une toile de cette année (« les branchages en silhouettes transforment le fond en ciel et l’éclairent ») a joué un rôle de révélateur dans ce tournant. Au même moment, les deux hommes réalisent ensemble vingt huiles sur papier, format Grand Aigle, sur des poèmes de Hier régnant désert. L’ensemble est acquis par le marchand Aimé Maeght. Nasser Assar rencontre à cette occasion le poète Jacques Dupin.
En 1966, a lieu la seconde exposition personnelle de Nasser Assar à Londres, Upper Grosvenor Galeries, préfacée par le sinologue Michael Sullivan, spécialiste, entre autres, de l’art contemporain chinois. À cette occasion, l’artiste passe dix-huit mois sur place, en compagnie d’Isabelle de Gastines, qu’il a rencontrée à Paris et avec laquelle il se marie au Chelsea Town Hall. Le couple habite King’s Road et découvre la ville avec joie. Les liens avec Francis Bacon se renforcent, ainsi qu’avec Herbert Read. C’est aussi le début d’une grande amitié, qui dure encore aujourd’hui, avec le chef d’orchestre Sir Colin Davis et sa femme. Nasser Assar fréquente les galeries, les musées et visite en particulier pendant l’hiver une grande exposition Bonnard, organisée par Denys Sutton à la Royal Academy, qui le frappe vivement.
Pendant l’automne et l’hiver 1967, Nasser et Isabelle Assar séjournent à Evenos, un petit village du Var au-dessus de Toulon. Pour l’artiste, c’est le début d’une pratique du paysage – l’horizon se manifeste dans ses peintures – et d’un travail systématique sur le motif – arbres, rochers, collines –, qui se poursuivent encore aujourd’hui.
En décembre 1967, à l’occasion d’une exposition collective, Hepta, au musée Galliera à Paris, Yves Bonnefoy publie son premier texte sur Nasser Assar, qui sera suivi par plusieurs autres, jusque dans les années 2000.
De 1968 à 1979, Nasser Assar peint une longue série de portraits d’Isabelle, que Roger Munier va nommer « icônes » et qu’Yves Bonnefoy rapproche de la peinture byzantine, des fresques romanes et de la peinture de Giacometti.
De 1968 à 1977, Nasser et Isabelle Assar passent chaque année l’automne à Fayence, dans l’arrière-pays de Grasse. Ces séjours se prolongent parfois pendant l’hiver jusqu’en février et nourrissent le travail du peintre.
En 1971, Yves Bonnefoy présente à Nasser Assar l’écrivain et critique d’art américain Patrick Waldberg, issu du surréalisme. Les deux hommes poursuivent leurs relations à Paris, dans le café de la rue de Sévigné où Patrick Waldberg avait ses habitudes, et dans le Sud de la France, à Seillans, non loin de Fayence. En 1975, le critique préface une exposition personnelle de son ami peintre à Montpellier.
Le 29 septembre 1972, à Téhéran, Nasser Assar rencontre le grand iranologue Henry Corbin, spécialiste du néoplatonisme chiite – rencontre qui a beaucoup compté dans sa vie. Les relations entre les deux hommes se poursuivent à Paris, jusqu’à la mort du savant en 1979. Chez lui, rue de l’Odéon, Nasser et Isabelle Assar rencontrent l’écrivain Emil Cioran, le traducteur Pierre Leyris, l’historien d’art Jean Leymarie, la poétesse Kathleen Raine, ou encore le philosophe Christian Jambet. Henry Corbin avait déjà été en relation avec le père de Nasser Assar.
En octobre 1976, à Aix-en-Provence, Nasser Assar participe à une rencontre autour d’Yves Bonnefoy organisée par la revue L’Arc ; il y fait la connaissance des poètes et critiques Christian Guez, John E. Jackson, Alain Madeleine-Perdrillat, Alain Paire, ainsi que du philosophe, essayiste et traducteur Roger Munier, qui connaissait déjà sa peinture et l’appréciait. Plus tard, Roger Munier présentera le poète Pierre-Albert Jourdan à son ami peintre.
Vers 1976-1977, à l’occasion d’une exposition de groupe à la librairie-galerie La Touriale à Marseille, Nasser Assar rencontre le poète Philippe Jaccottet et sa femme Anne-Marie Jaccottet, peintre elle-même. C’est le début d’une intense amitié, qui se poursuit entre Paris et la Provence.
Au printemps 1978, le poète Bernard Noël préface une exposition personnelle du peintre organisée par la même librairie-galerie La Touriale à Marseille.
L’automne 1978 se passe à Forcalquier, la maison de Fayence n’étant plus disponible.
En janvier 1979, Roger Munier adapte sa philosophie, marquée par la phénoménologie heideggérienne et par les pensées extrême-orientales, à l’œuvre de Nasser Assar, dans un long texte écrit pour une exposition des portraits d’Isabelle, galerie Bellechasse à Paris.
Entre 1979 et 1989, Nasser et Isabelle Assar passent les automnes et souvent les hivers à Montauroux, petit village du Var peu éloigné de Fayence. 
Le 10 juillet 1982, Nasser Assar est naturalisé français.
Après avoir dû rester à Paris au cours de l’automne 1990, Nasser et Isabelle Assar trouvent asile chaque année, à partir du 19 septembre 1991 et jusqu’aujourd’hui, sur la colline Notre-Dame-des-Anges, près de Mormoiron, village des environs de L'Isle-sur-la-Sorgue dans le Vaucluse. Ils y habitent un « cabanon » possédé par l’écrivain et traductrice américaine Mary-Ann Caws, proche de René Char qu’elle a traduit en anglais et qui fut un habitué du lieu.
À partir des années 1990, Nasser Assar intensifie sa pratique de l’estampe : en 1994, cinq lithographies pour Eaux prodigues de Philippe Jaccottet ; en 1999, huit lithographies pour Le Grand Prénom d’Yves Bonnefoy et des illustrations pour Sur le bord du monde de Paul de Roux dans Poésie 99 ; en 2002, huit lithographies pour un texte d’Yves Bonnefoy sur son travail, Nasser Assar ; en 2003, une gravure originale pour la revue de poésie L’Instant d’après' ; en 2004, une lithographie pour De longues absences d’Alain Madeleine-Perdrillat ; etc.
En 2001, la revue littéraire Nu(e) publie un numéro spécial intitulé Yves Bonnefoy – Nasser Assar, sous la direction de Béatrice Bonhomme et Hervé Bosio.
Au mois de septembre 2004, à l’occasion d’un colloque à l’université de Metz (L’Art du peu), Jérôme Thélot propose une nouvelle interprétation de l’œuvre de Nasser Assar (« Nasser Assar, la réduction de la peinture »). Une exposition de groupe est organisée parallèlement à la maison de la culture de la ville.
À l’automne 2007 a lieu une exposition personnelle de Nasser Assar à la galerie Lambert Rouland à Paris, sous le titre Les Arbres de Nasser Assar, avec une préface d’Alain Madeleine-Perdrillat et un texte d’Yves Bonnefoy.
En mai 2009, la galerie Christophe Gaillard présente un panorama de ses œuvres depuis les années 1950 jusqu'aux toiles récentes, et édite à cette occasion une lithographie et un catalogue avec des textes de Rémi Labrusse et Alain Madeleine-Perdrillat.

## Expositions

### Expositions individuelles
- 1952 : Galerie Djavan Téhéran
- 1955 : Galerie Prismes, Paris, Préface de Julien Alvard
- 1960 : Galerie Bellechasse, Paris, Préface de Julien Alvard
- 1961 : Lincoln Gallery, Londres, Préface de Sir Herbert Read
- 1962 : Galerie Smith, Bruxelles, Préface de Julien Alvard
- 1963 : Galerie H. Le Gendre, Paris
- 1964 : Galerie Smith, Bruxelles, Préface de Gérald Gassiot-Talabot
- 1965 : Galerie L’œil écoute, Lyon
- 1966 : Upper Grosvenor Galeries, Londres, Préface de Michael Sullivan
- 1967 : Musée Galliera, Paris, Hepta, Préface d’Yves Bonnefoy
- 1972 : Galerie du Triangle, Paris, L’indivisible, Préface de Claude Esteban
- 1975 :
  - Galerie de Bellechasse, Paris, Nasser Assar, Préface d’Yves Bonnefoy
  - Galerie Hélène Trintignant, Montpellier, Préface de Patrick Waldberg
- 1978 :
  - Galerie de la différence, Bruxelles, Préfaces de Patrick Walldberg et de John E. Jackson
  - Librairie - galerie La Touriale, Marseille, Préface de Bernard Noël
- 1979 : Galerie de Bellechasse, Paris, Icônes, Préface de Roger Munier
- 1980 : Galerie Armand Zerbib, Paris, Œuvres de 1960
- 1982 : Galerie Hélène Trintignant, Montpellier, Préface de Jean Paul Guibbert
- 1984 : Galerie Georges Fall. Paris, Nasser Assar. Peintures, Préface de Claude Esteban
- 1986 :
  - Patricia Carega Gallery. Washington. D.C.
  - Galerie Georges Fall. Paris, Nasser Assar. Lavis, Préface d’Alain Madeleine-Perdrillat
- 1989 : La poésie dans un jardin, Association: Les amis du livre et des mots, Avignon, Nasser Assar et les poètes, Lecture de Lorand Gaspar
- 2001 : Galerie Alain Couturier, Nice, Exposition organisée par la revue Nu(e), cf. la Bibliographie
- 2003 : Paris - La Défense (Chapelle), Au creux du vallon, Aquarelles et lavis de Nasser Assar, Texte de Jean-Marc Sourdillon
- 2007 : Galerie Lambert-Rouland, Paris, Les arbres de Nasser Assar, Préface d’Alain Madeleine-Perdrillat et texte d’Yves Bonnefoy
- 2009 : Galerie Christophe Gaillard, Paris, Hanté par l’invisible, Textes de Rémi Labrusse et d’Alain Madeleine-Perdrillat

### Expositions de groupe
- 1957 : Musée d’Art moderne de la Ville de Paris, Comparaisons
- 1958 : Musée d’Art moderne de la Ville de Paris, Réalités nouvelles
- 1959 :
  - Musée d’Art moderne de la Ville de Paris, Réalités nouvelles
  - Künstlerhaus, Vienne, Autriche, Jeunes peintres d’aujourd’hui, Présentation par Julien Alvard, introduction de Sir Herbert Read.
- 1960 :
  - Kaplan Gallery, Londres, International Choice 20th century paintings and Sculpture
  - Musée des Arts décoratifs, Paris, Antagonismes, Introduction de Sir Herbert Read
  - Galerie Breteau, Paris
  - Galerie Grange, Lyon, Option 1960
  - Galerie Marcelle Dupuis, Paris, Présence dans l’abstraction
  - Galerie Le soleil dans la tête, Paris, Propositions pour un jardin I, un documentaire poétique de Jean-Jacques Lévêque.
- 1961 :
  - Musée d’Art moderne de la Ville de Paris, Deuxième Biennale de Paris, Section française
  - Propositions pour un jardin II, Jean-Jacques Lévêque. Orsay
  - Galerie Smith, Bruxelles, Grands formats
  - Lincoln Gallery, Londres, Paris-Londres 1961
- 1962 :
  - Galerie Creuze, Paris, Donner à voir N°1
  - Galerie Smith, Bruxelles, La peinture peinture
  - Galerie Valérie Schmidt, Paris, Aquarelles/Encres
  - Ancienne abbaye Saint-Pierre, Gand, Belgique, Forum 62
  - Galerie Creuze, Paris, Donner à voir N°2
- 1963 :
  - Musée d’Art moderne de la Ville de Paris, Biennale de Paris, Section française, choix des critiques
  - Grand Palais, Paris, Art contemporain II, Peinture contemporaine, France
  - Galerie Smith, Bruxelles, Forum 63
  - Rencontre AGEL, Lyon, Jeune peinture française
  - Galerie L’Œil de bœuf / Cérès Franco, Paris.
  - Rencontre A.G.E.S.E., Saint-Étienne, Jeune peinture française
  - Otto Seligman Gallery, Washington, Art from many countries
  - Galerie Creuze, Paris, Donner à voir N°3. Hommage à Delacroix, Raoul-Jean Moulin/ Nasser Assar
- 1964 :
  - Otto Seligman Gallery, Seattle, Trois peintres de Paris
  - L’Atelier, Toulouse, Pour une nouvelle conception du paysage
  - Galerie internationale d’art contemporain, Paris
  - Galerie Argos, Nantes
- 1965 :
  - Biennale de San Marino: section française
  - Maison de la culture du XIe, Paris, Les peintres et la révolution du mouvement
  - Musée Galliéra, Paris, Promesses tenues
- 1966 :
  - Salines royales d’Arc-et-Senans, Huit peintres
  - Otto Seligman Gallery, Seattle, A selection from the artists of the Seligman Gallery
- 1968:
  - Galerie Max Kaganovitch, Paris, D’après le  paysage
  - Fondation Maeght, Saint Paul-de-Vence, L’art vivant 1965-1968
- 1972 : Théâtre Jean Vilar, Centre culturel de l’Ouest parisien, Suresnes, Le droit à la nuit
- 1975 :
  - Couvent de Seillans (Var), L’imaginaire
  - Galerie de Bellechasse, Paris, Assar, peintures
- 1976 :
  - Château de Ratilly (Yonne), Terre seconde
  - Librairie-galerie La Touriale, Marseille
- 1977 :
  - Galerie Maeght, Paris, Placard, Estampe originale conçue et exécutée par Yves Bonnefoy et Nasser Assar
  - Château d’Ancy-le-Franc (Yonne), Hommage à Julien Alvard
  - Galerie de La Différence, Milan, Le regard et l’esprit
  - Maison de la culture d’Orléans, Carré St. Vincent: Semaines musicales d’Orléans, Autour du poète Yves Bonnefoy
- 1980 : Galerie Madeleine Kaganovitch, Paris, Un aspect du nuagisme dans les années 1950-1960
- 1981 : Palais des Archives, Marseille, Rivages des origines, Archives des Cahiers du Sud, Partage du sensible de Claude Esteban
- 1982 : Galerie L’œil écoute: FLAC, Centre d’échanges Lyon, Vingt ans d’une galerie de province
- 1987 :
  - Hôtel de Campredon, L’Isle-sur-la-Sorgue, Le lien
  - Galerie Arnoux, Paris, Signes et écritures
- 1990 : ARCADE. Centre de recherche Art et Création Contemporaine, Carcassonne, Cinq poètes et leurs peintres, Nasser Assar invité de Gil Jouanard

FMR. Éditions Galerie, Aix-en-Provence, Support/Papier 2
- 1993 : Château de Tours: Yves Bonnefoy, Écrits sur l’art et livres avec les artistes, (1er octobre - 15 novembre)
- 1994 :
  - Groupe d’art contemporain d’Annonay (Ardèche), Des écrivains, des peintres au lieu-dit du livre La Sétérée
  - La Halle Saint-Pierre, Paris, Livres et quelques œuvres originales, Éditions Deyrolle
- 1995: French Cultural Services, New York, Yves Bonnefoy. Art and poetry
- 1997 : Arts et Lettres. Musée Jenisch, Vevey
- 2000 : Galerie Remarque / Éditions Unes, Trans-en-Provence, Pour Bernard Noël, 90 petits formats. (Exposition itinérante: Cavaillon, Saint-Quentin, Digne, Saint-Étienne-les-Orgues, Sisteron)
- 2002 : Abbaye de Beaulieu-en-Rouergue/Centre d’art contemporain, Ginals, La Nouvelle École de Paris. 1941-1965
- 2003 : Editart D. Blanco, Espace Nouveau Vallon, Genève, Placards, Estampe originale conçue et exécutée par Yves Bonnefoy et Nasser Assar
- 2004 : Maison de la culture de Metz/Université de Metz, L’art du peu, Exposition-colloque Assar/Hollan/Vielle Editart; D.Blanco.Espace Nouveau Vallon, Genève, Hommage à Maria Zambrano pour le centenaire de sa naissance
- 2005 : Château de Tours, Yves Bonnefoy. Poésie et peinture 1993-2005
- 2008 : Les Nuagistes, Collègiale Saint-André et Hôtel du Département, Chartres